# Ingelstorps kyrka

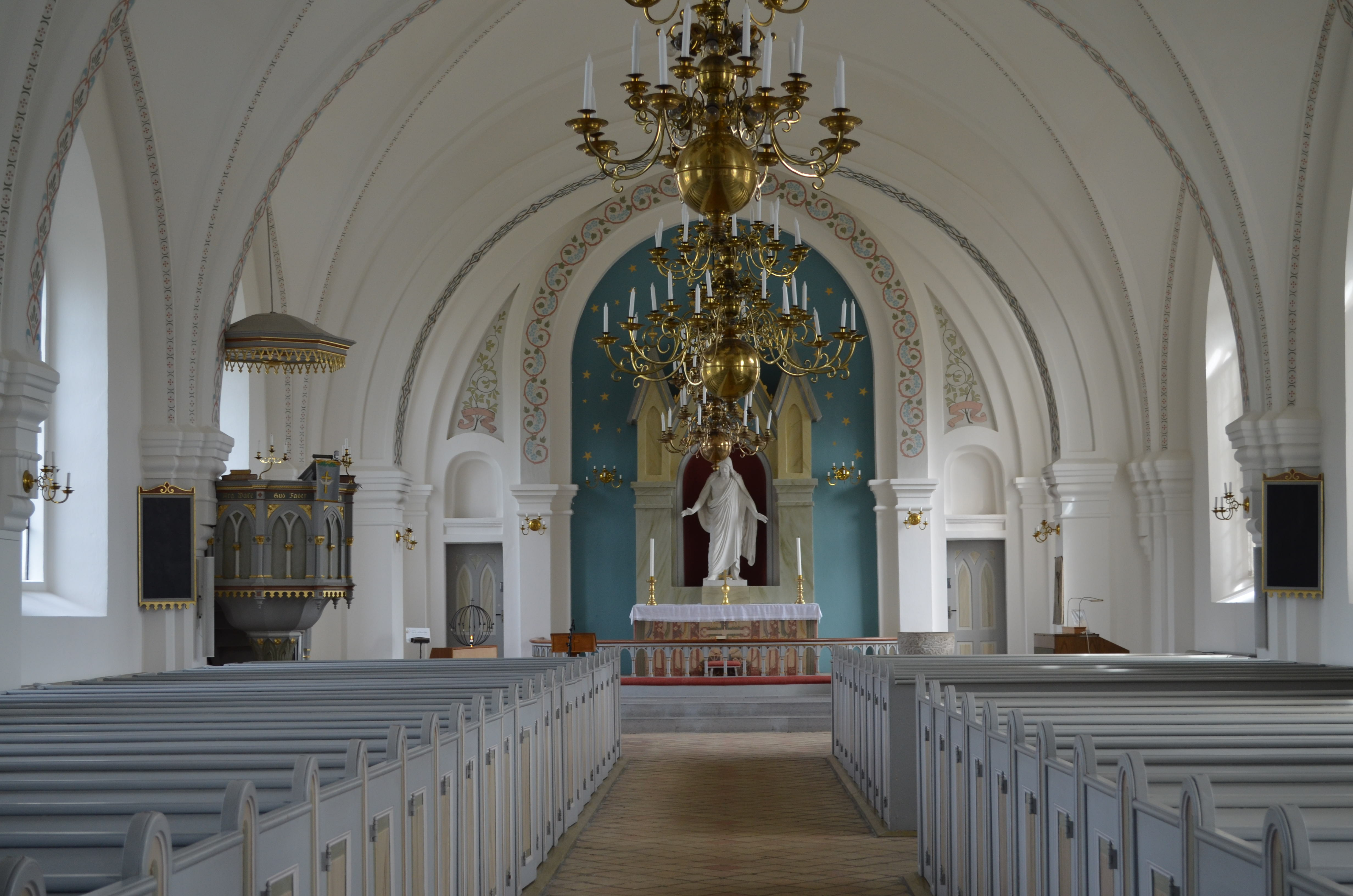
Ingelstorps kyrkosal

Ingelstorps kyrka är en kyrkobyggnad i Ingelstorp. Den tillhör Löderups församling i Lunds stift.

## Kyrkobyggnaden
Den nuvarande kyrkan ritades av Albert Törnqvist och uppfördes 1872-1874. Tidigare nyttjade församlingen en romansk stenkyrka. På Lunds universitets historiska museum finns portalskulpturer från denna bevarade. Murdelar från medeltidskyrkans torn finns bevarade i nuvarande kyrktorn.
Dopfunten skulpterades kring år 1200 och är utsmyckad med bladrankor på cuppan och lejon på foten.

## Orgel
- Den nuvarande orgeln byggdes 1883 av Knud Olsen, Köpenhamn och är en mekanisk orgel. Den omdisponerades 1964 av J. Künkels Orgelverkstad AB, Lund.

| Huvudverk I       | Svällverk II      | Pedal              | Koppel |
| Borduna 16´ B/D   | Gedakt 8´         | Bihängd (Manual I) | II/I   |
| Principal 8´      | Fugara 8´         |                    |        |
| Rörflöjt 8'       | Gemshorn 4'       |                    |        |
| Viola di Gamba 8' | Rörflöjt 4'       |                    |        |
| Oktava 4'         | Waldflöjt 2'      |                    |        |
| Kvint 2 2/3'      | Tremulant         |                    |        |
| Oktava 2'         | Crescendosvällare |                    |        |
| Vox humana 8'     |                   |                    |        |